# Alexander Kläsener
Alexander Kläsener, auch Klaesener oder Kläzener (* 3. März 1826 in Vallendar, Rheinprovinz; † 11. November 1912 in Alkmaar, Provinz Nordholland), war ein deutsch-niederländischer Kirchenmaler und Nazarener der Düsseldorfer Schule.

## Leben
Kläsener, Sohn eines Grenzaufsehers des Koblenzer Regierungspräsidiums, wurde in Vallendar geboren und wuchs zeitweise in Goch am Niederrhein auf, wo ihn seine Eltern, die ihn für eine geistliche Karriere bestimmt sahen, auf das Gymnasium nach Emmerich am Rhein schickten. 1842 besucht er als „Freischüler“ die Kunstakademie Düsseldorf, 1843 die dortige 2. Klasse unter Karl Ferdinand Sohn. Als 1845 bzw. 1846 seine Eltern gestorben waren und er das Kunststudium nicht mehr bezahlen konnte, verpflichtete er sich bei der preußischen Armee, die ihn als Zeichner topografischer Karten nach Trier versetzte. In den Jahren 1852 bis 1854 vollendete er sein Kunststudium in Antwerpen. 1859 ließ er sich von dem Architekten Pierre Cuypers anstellen. Ab 1866 lebte er in Alkmaar, wo er Kreuzwegstationen für die katholische St.-Laurentius-Kirche schuf und 1867 Margaretha Catharina, geborene Kuipers, heiratete, die sieben Kinder gebar.

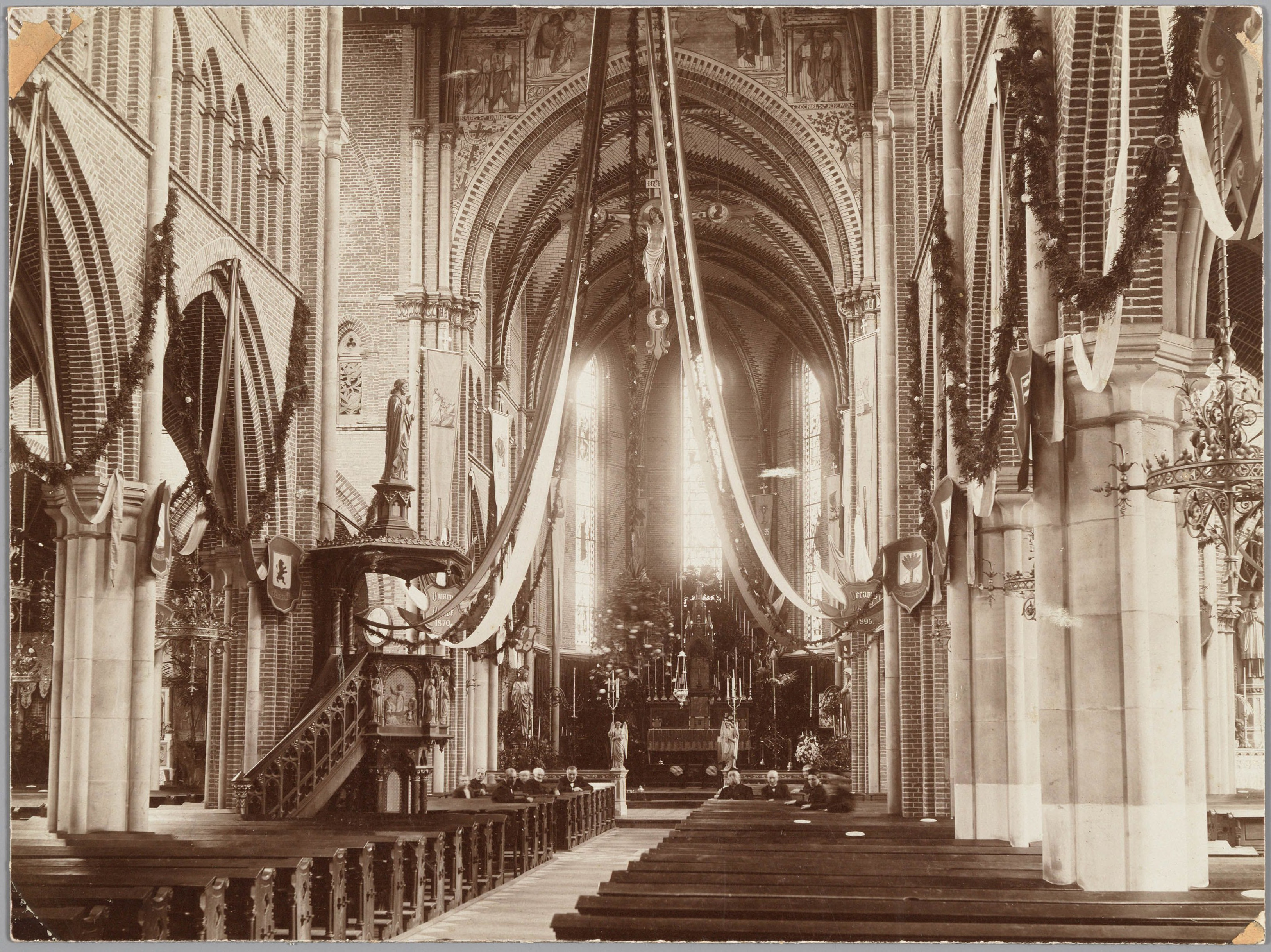
Darstellung der vier Propheten über dem Triumphbogen in der St. Laurentius-Kirche in Alkmaar, 1867, Aufnahme aus dem Jahr 1895

Kläsener malte vor allem Kreuzwegstationen und Wandbilder. Bekannt sind sein Kreuzweg in der Kirche St. Jakob (St. Jacobus de Meerdere) in Den Haag und seine Darstellung des Blutwunders in der katholischen St.-Laurentius-Kirche (Sint Laurentiuskerk) von Alkmaar (1874–1880). Kläsener gilt als Vertreter der Strömung der Nazarener, die er in seiner Düsseldorfer Zeit kennengelernt hatte. In Alkmaar gehörte ab 1876 zu der Genootschap van beeldende kunstenaars „Kunst zij ons doel“. Als „directeur-leraar“ (Direktor und Lehrer) dieser Künstlergenossenschaft wirkte er von 1892 bis 1908. Bis ins hohe Alter war er auch Mitglied der „Commissie van Toezicht“ (Aufsichtsrat) des Alkmaarer Gemeindemuseums. Ein Schüler Kläseners war der Bäckergehilfe Jan Witte (1868–1950), der ab 1886 bei ihm in die Lehre ging und später als „’t heilig bruurke“ (Westfriesische Dialektgruppe: Das heilige Brüderchen) verehrt wurde.